# Prolog (literatura)
Prolog (stgr. πρόλογος prologos) – wstępna, wyodrębniona część utworu dramatycznego lub narracyjnego, zawierająca relację o faktach poprzedzających zawiązanie akcji; prologiem nazywa się też autorski komentarz poprzedzający utwór.